# Tunique moyenne d'un vaisseau sanguin
La tunique moyenne d'un vaisseau sanguin (ou média) est la couche de sa paroi comprise entre la tunique externe et la tunique intime. Sa structure diffère entre les artères et les veines.

## Tunique moyenne d'une artère
La tunique moyenne d'une artère (ou mésartère) est composée de cellules musculaires lisses, d'un tissu conjonctif élastique et de collagène. 
La media est la couche moyenne de la paroi artérielle ; elle est composée de collagène et d'élastine. Dans les artères de petit et moyen calibre, elle contient les fibres musculaires lisses permettant la vasoconstriction.
La proportion de cellules musculaires lisses et de fibres de collagène et d'élastine ainsi que la nature chimique des différentes fibres détermine le type d'artère : élastique ou musculaire.

### Artères élastiques
Les artères élastiques possèdent beaucoup de fibres d'élastine et de collagène dans la média. Une autre particularité des cellules de la média des artères élastiques, est que ses cellules ont un noyau en « tire-bouchon ».

### Artères musculaires
Les artères musculaires contiennent en majorité des fibres musculaires lisses dans leur média et possède une limitante élastique interne et externe très visible. 

### Fonction
La media permet aux vaisseaux sanguins de stocker une certaine énergie élastique qui de ce fait ajoute une capacité de dilatation aux vaisseaux sanguins, fondamentale pour les artères (notamment l'aorte). Cette capacité élastique peut se perdre avec le vieillissement de l'individu mais aussi pathologiquement avec l'artériosclérose qui touche donc la media des artères.

## Tunique moyenne d'une veine
La tunique moyenne d'une veine est composée de cellules musculaires lisses, d'un tissu conjonctif élastique et de collagène. 
Elle est moins épaisse que pour une artère et n'est pas séparée des autres tuniques par une lame élastique.